# 堡子里街道
堡子里街道，是中华人民共和国河北省张家口桥西区下辖的一个乡镇级行政单位。

## 行政区划
堡子里街道下辖以下地区：
北关街社区、武城街社区、南城壕社区和鼓楼西社区。